# Edith Sempala
Edith Grace Sempala (nhũ danh Edith Bafakulera), là một kỹ sư dân sự, công chức, nhà ngoại giao và nhà hoạt động chính trị người Uganda, từng là Giám đốc và Cố vấn cao cấp tại Ngân hàng Thế giới từ năm 2008. Trước đây bà là đại diện của Uganda cho các nước Bắc Âu, Hoa Kỳ, Liên minh châu Phi, Ethiopia và Djibouti.

## Bối cảnh và giáo dục
Bà sinh năm 1953 tại Namutamba, ở quận Mityana ngày nay, ở miền Trung Uganda. Bà đã tham dự Namutamba Demonstration School cho giáo dục tiểu học của mình. Bà đã theo học trường trung học Gayaza cho các nghiên cứu O-Level của mình và đi đến trường trung học Nabumali để học lớp A của mình. Năm 1973, bà vào Đại học Hữu nghị của nhân dân Nga, sau đó được gọi là Đại học Lumumba, nơi bà tốt nghiệp Cử nhân Khoa học và Thạc sĩ Khoa học Xây dựng, hoàn thành nghiên cứu của mình vào năm 1979.

## Nghề nghiệp
Sau khi theo học tại Liên Xô, bà đã dành bảy năm tiếp theo (1979 đến 1986) ở Thụy Điển như một người tị nạn. Năm 1986, sau sự thay đổi của chính phủ ở Kampala, bà được chỉ định làm đại sứ của Uganda cho các nước Bắc Âu, có trụ sở tại Copenhagen, Đan Mạch, phục vụ tại cương vị đó trong 10 năm. Năm 1986, bà được chỉ định là đại sứ của Uganda tại Hoa Kỳ, có trụ sở tại Washington DC. Bà phục vụ trong cương vị đó thêm 10 năm nữa. Năm 2006, bà được đặt tên để trở thành đại sứ của Uganda tại Liên minh châu Phi, có trụ sở tại Addis Ababa, Ethiopia. Bà đồng thời là đại diện của Uganda cho Ethiopia và Djibouti. Bà phục vụ trong cương vị này từ năm 2006 đến năm 2008. Trong năm 2008, bà gia nhập Ngân hàng Thế giới với tư cách Giám đốc và Cố vấn cao cấp, Quan hệ Quốc tế, Văn phòng Phó Chủ tịch Ngoại giao của Ngân hàng Thế giới. Năm 2015, bà được Tổng thư ký Liên hợp quốc chỉ định phục vụ trong Nhóm tư vấn chuyên gia về đánh giá kiến trúc hòa bình.